# شاكيت لاتوراكول
شاكيت لاتوراكول (مواليد 2 ديسمبر 1994) هو لاعب كرة قدم تايلندي.

## وصلات خارجية
- شاكيت لاتوراكول على موقع رابطة كرة القدم اليابانية للمحترفين (اليابانية)
- شاكيت لاتوراكول على موقع قاعدة بيانات كرة القدم.إي يو (الإنجليزية)
- شاكيت لاتوراكول على موقع Soccerway.com (الإنجليزية)
- شاكيت لاتوراكول على موقع عالم كرة القدم.نت (الإنجليزية)